# Arcadia Township (Missouri)
Pour les articles homonymes, voir Arcadia Township.
Arcadia Township est un ancien township du comté d'Iron, situé dans le Sud-Est du Missouri, aux États-Unis,.
Fondé en 1857, le township est nommé en référence à la vallée située dans ses limites.

## Source de la traduction
- (en) Cet article est partiellement ou en totalité issu de l’article de Wikipédia en anglais intitulé « Arcadia Township, Iron County, Missouri » (voir la liste des auteurs).